# Nyodes chlorobapta
Nyodes chlorobapta är en fjärilsart som beskrevs av Fletcher 1961. Nyodes chlorobapta ingår i släktet Nyodes och familjen nattflyn. Inga underarter finns listade i Catalogue of Life.